# Armstrong Whitworth F.K.8
O Armstrong Whitworth F.K.8 foi um biplano britânico de dois lugares construído pela Armstrong Whitworth durante a Primeira Guerra Mundial. Esse modelo serviu ao lado do R.E.8 mais conhecido até o final da guerra, quando 694 F.K.8 permaneceram na frota da RAF.

## Projeto e desenvolvimento
A aeronave, originalmente designada como F.K.7, foi projetada pelo designer de aeronaves holandês Frederick Koolhoven como um substituto para a Royal Aircraft Factory B.E.2c e o Armstrong Whitworth F.K.3. Era uma aeronave mais robusta que o F.K.3, com uma fuselagem e asas maiores, e era alimentado por um motor Beardmore refrigerado a água de 160 hp (110 kW). O trem de pouso usava amortecedores a óleo e o observador estava equipado com um suporte de anel Scarff para uma metralhadora Lewis de .303 pol (7,7 mm). Nenhum armamento foi inicialmente fornecido para o piloto. O leme tinha um formato oblongo característico.

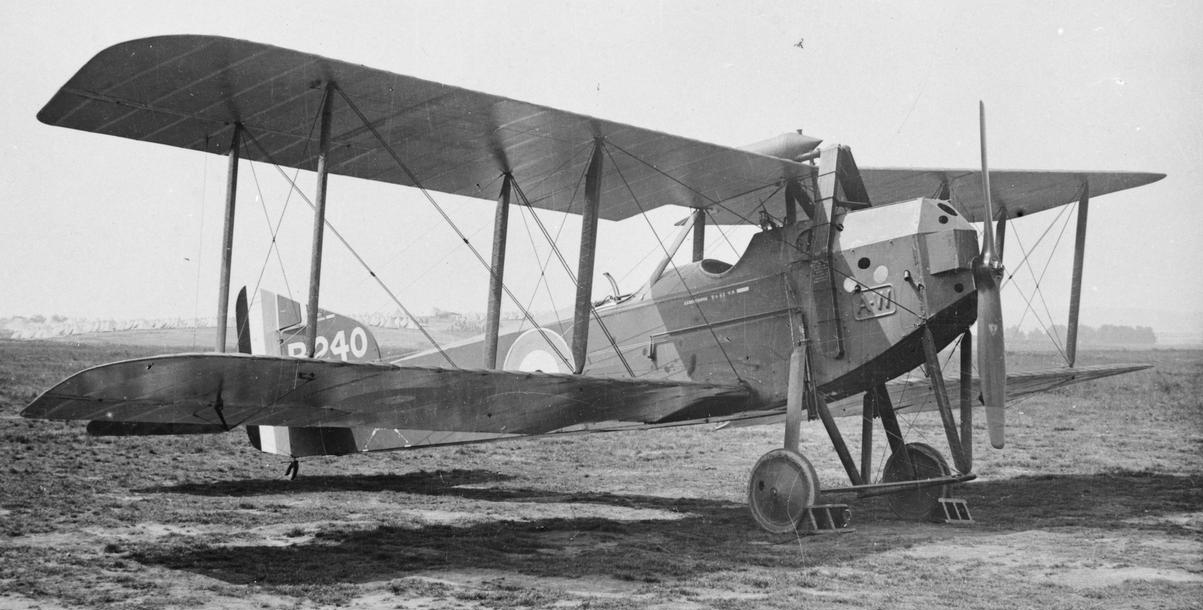
Um F.K.8 de produção inicial, mostrando a configuração da carenagem, radiadores e material rodante originais.

O tipo foi equipado com controles duplos básicos para o observador controlar a aeronave se o piloto ficar incapacitado. O primeiro exemplar, o A411, voou em maio de 1916 e foi entregue à Escola de Voo Central do Royal Flying Corps em Upavon em 16 de junho. Porque seu rival, o Royal Aircraft Factory R.E.8 era uma quantidade desconhecida, foi decidido que cinquenta do projeto Armstrong Whitworth, renomeado F.K.8., seriam encomendados para o RFC.
A aeronave de produção era idêntica na maioria dos aspectos ao A411, com a adição de uma metralhadora Vickers de 0,303 pol. (7,7 mm) a bombordo e ligeiramente atrás do motor. O mecanismo de sincronização da arma Armstrong Whitworth estava incompleto no momento em que o primeiro exemplo A2636 chegou à França e alguns F.K.8s de produção inicial podem ter usado o equipamento de interrupção Arsiad. O mecanismo Armstrong Whitworth (como outros primeiros sistemas de sincronização mecânica) provou não ser confiável e mais tarde foi substituído pela engrenagem Constantinescu. A partir da quinta aeronave de produção, o equilíbrio do leme foi encurtado e a forma da barbatana foi modificada.

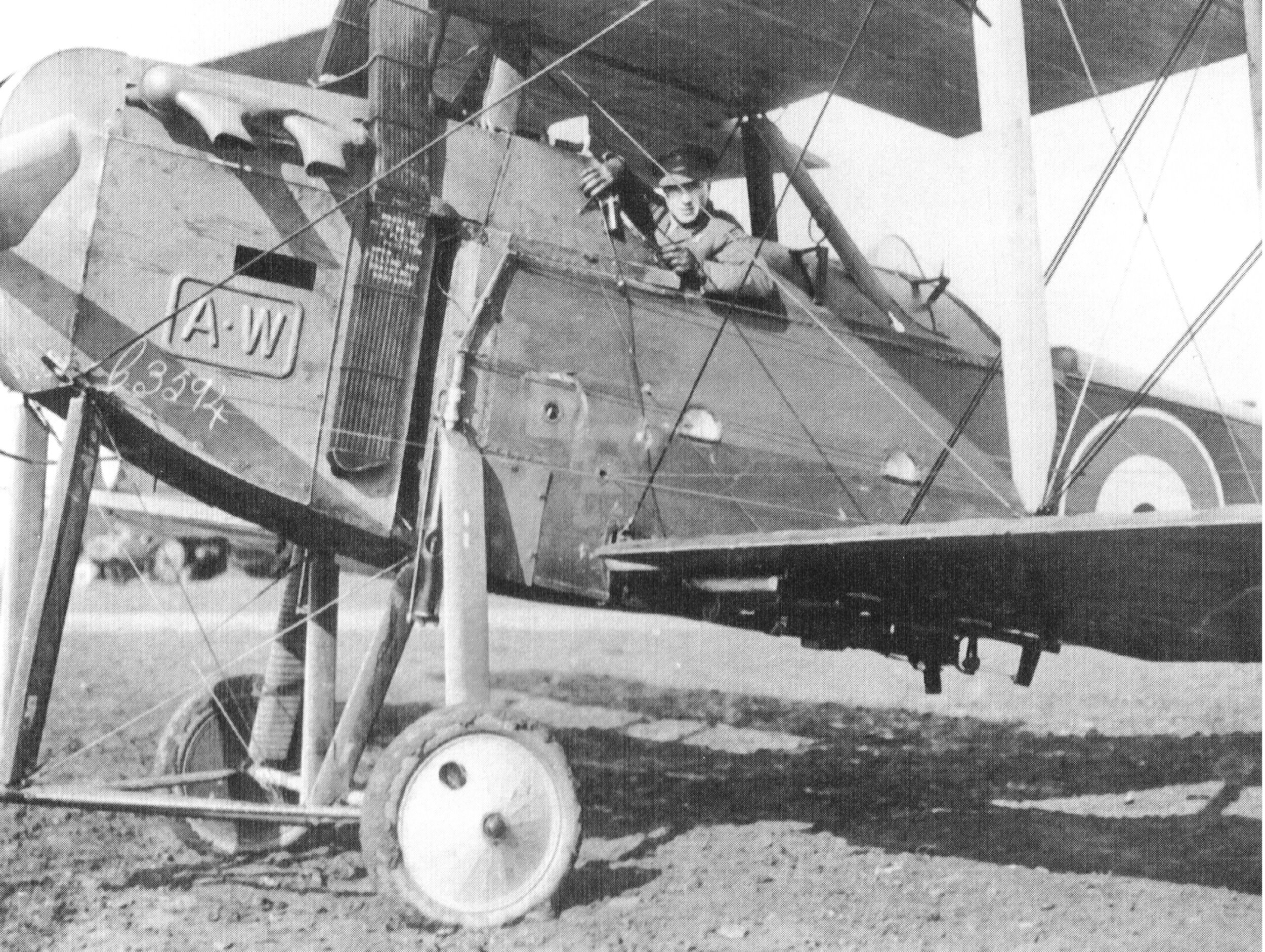
A localização do cockpit no F.K.8.

O tipo teve vários problemas iniciais: o trem de pouso oleo foi incapaz de suportar o uso áspero nos aeródromos da linha de frente, patins de cauda frequentemente quebravam e os radiadores originais bloqueavam rapidamente. Seguindo as instruções emitidas em 30 de abril de 1917, alguns F.K.8 foram reequipados com trem de pouso em V simplificado dos caças Bristol F.2. Isso logo levou a uma escassez temporária desses trem de pouso e a prática teve que ser descontinuada até maio de 1918, após o qual vários F.K.8 foram equipados com trem de pouso revisado. A maioria dos F.K.8 de produção teve modificações nas asas, no assento do artilheiro e no sistema de escape. Os radiadores em V invertidos altos incorporaram tubos melhorados que reduziram os bloqueios. Em aeronaves posteriores, a carenagem do nariz foi redesenhada e os radiadores de caixa menores foram padronizados.
Em serviço, o F.K.8 (apelidado de "Big Ack") provou ser eficaz e confiável, sendo usado para reconhecimento, localização de artilharia, ataque ao solo, patrulha de contato e bombardeio diurno e noturno. Era supostamente mais fácil de voar do que o R.E.8 e era mais robusto, mas seu desempenho era ainda mais pedestre e compartilhava a estabilidade inerente dos tipos da Royal Aircraft Factory. Enquanto o piloto e o observador foram colocados razoavelmente próximos, a comunicação entre os dois não tinha a intimidade do "toque no ombro" do Bristol Fighter (ou do R.E.8 para esse assunto).
O F.K.13 parece ter sido o nome de uma versão de reconhecimento do F.K.8, mas pode não ter sido mais do que um projeto. Um total de 1.650 unidades do padrão F.K.8 foram construídos.

## Histórico operacional

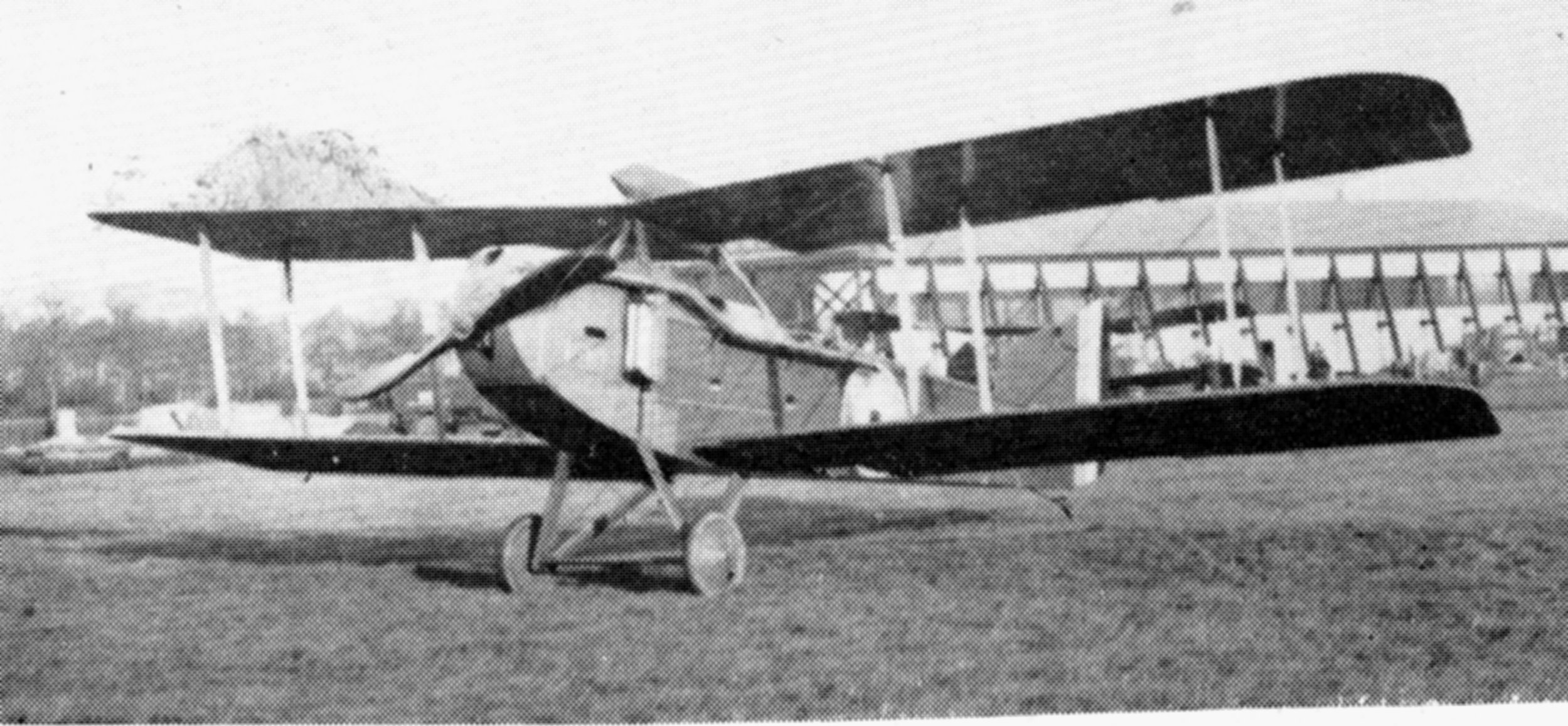
Um F.K.8 de produção final,mostrando material rodante, carenagem e radiadores modificados, bem como os escapamentos longos.

O primeiro esquadrão a levar o tipo para a França foi o 35 Squadron RFC, em janeiro de 1917. O tipo acabou servindo com vários esquadrões em operações na França, Macedônia, Palestina e para defesa interna, provando ser mais popular em serviço do que seu contemporâneo mais conhecido, o RE 8. O FK8 foi usado principalmente para reconhecimento de corpo, mas também foi usado para bombardeio leve, sendo capaz de transportar até seis bombas de fumaça de fósforo de 40 lb (20 kg), até quatro bombas de 65 lb (29 kg) ou duas bombas de 112 lb (51 kg) bombas em racks sob as asas.
Duas "Victoria Cross" foram conquistadas por pilotos de F.K.8; uma pelo segundo tenente Alan Arnett McLeod do No. 2 Squadron RFC, em 27 de março de 1918 e a segunda pelo capitão Ferdinand Maurice Felix West do No. 8 Squadron RAF em 10 de agosto de 1918.
Com o R.E.8, o F.K.8 foi programado para ser substituído para reconhecimento de corpo por uma versão do Bristol Fighter com um motor Sunbeam Arab. Infelizmente, o motor era insatisfatório e esta versão do Bristol nunca viu serviço. Assim como o R.E.8, o F.K.8 foi rapidamente descartado com o fim da guerra – o último esquadrão, No. 150 Squadron RAF, foi dissolvido em Kirec na Grécia em 18 de setembro de 1919.
Um F.K.8 foi comprado por um piloto chamado Sydney Stewart no início da década de 1920, que levou a aeronave para Buenos Aires e deu aulas de voo. Lá conheceu Francisco Cusmanich, um piloto paraguaio. Stewart e Cusmanich ofereceram seus serviços ao governo paraguaio durante a Revolução de 1922. O F.K.8 foi levado para o Paraguai de navio e chamado "Presidente Ayala" em homenagem ao Presidente do Paraguai, Dr. Eusebio Ayala. Ambos os pilotos voaram várias missões de reconhecimento e bombardeio leve sobre as posições rebeldes. Em uma dessas missões, o F.K.8 foi atingido várias vezes com fogo de solo causando uma explosão a bordo, matando Stewart e Cusmanich instantaneamente.

## Uso civil
Oito aeronaves foram registradas por operadores civis após a guerra com duas aeronaves sendo usadas na Austrália pelos Serviços Aéreos de Queensland e do Território do Norte (mais tarde QANTAS, então Qantas Airways Ltd.).

## Operadores

### Civis
Austrália
- QANTAS

### Militares
Reino do Hejaz
- Força Aérea de Hejaz – O Reino de Hejaz recebeu dois F.K.8s em 1921, pelo menos um permaneceu em uso até 1923.[14]

 Paraguai
- Governo Paraguaio
- Força Aérea Paraguaia

 Reino Unido
- Royal Flying Corps / Royal Air Force

Frente Ocidental:
- - Esquadrão 2 do RFC
  - Esquadrão 8 do RFC
  - Esquadrão 10 do RFC
  - Esquadrão 35 do RFC
  - Esquadrão 82 do RFC
  - Esquadrão de Comunicação do QG do RFC

Home Defence:
- - Esquadrão 36 do RFC
  - Esquadrão 39 do RFC
  - Esquadrão 50 do RFC

Macedonia:
- - Esquadrão 17 do RFC (parte)
  - Esquadrão 47 do RFC (parte)

Palestina:
- - Esquadrão 142 do RFC

Trainamento:
- - Esquadrão 3 de treinamento do RFC
  - Esquadrão 15 de treinamento do RFC
  - Esquadrão 31 de treinamento do RFC
  - Esquadrão 39 de treinamento do RFC
  - Esquadrão 50 de treinamento do RFC
  - Esquadrão 57 de treinamento do RFC
  - Esquadrão 61 de treinamento do RFC
  - Esquadrão 110 de treinamento do RFC
  - Esquadrão 127 de treinamento do RFC
  - 1ª estação de treinamento do RFC

## Especificações (F.K.8)
Dados de: Armstrong Whitworth Aircraft since 1913
Descrições gerais
- Tripulação: 1 piloto
- Capacidade: 1 artilheiro/observador
- Comprimento: 9,58 m (31 ft)
- Envergadura: 13,26 m (44 ft)
- Altura: 3,33 m (11 ft)
- Área alar: 50 m² (538 ft²)
- Peso vazio: 869 kg (1 920 lb)
- Peso bruto (carregado): 1 275 kg (2 810 lb)
- Capacidade de combustível: 230 l (60,8 US-gal)

Motorização
- Número de motores: 1x
- Tipo do motor: Beardmore 160 hp de 6 cilindros em linha refrigerado a água

Performance
- Velocidade máxima: 153 km/h (95,1 mph)
- Autonomia: 3 hs
- Razão de subida: 2.16 m/s
- Tecto de serviço: 4 000 m (13 100 ft)

Armamentos
- Metralhadoras/canhões: * 1 x metralhadora Vickers .303
- 1 x metralhadora Lewis .303 em montagem flexivel
- Bombas: até 260 lb (118 kg) de bombas